# Pita de les Sula
La pita de les Sula (Erythropitta dohertyi) és una espècie d'ocell de la família dels pítids (Pittidae) que habita els boscos de les illes Sula i Banggai, a l'est de Sulawesi.